# 어바웃 엘리
《어바웃 엘리》(페르시아어: درباره الی)는 2009년 개봉한 이란의 드라마 영화이다. 아시가르 파르하디가 감독과 각본을 맡았다.
제59회 베를린 영화제 은곰상 감독상, 제27회 파즈르 국제 영화제 크리스탈 시무르그 감독상 수상작이다. 제82회 아카데미상 외국어 영화상 부문 이란 출품작이기도 하다.

## 출연

### 주연
- 골쉬프테 파라하니
- 샤하브 호세이니
- 타라네 앨리두스티

### 조연
- 메릴라 자레이
- 마니 하기기
- 페이만 모아디
- 사버 아바

## 제작진
- 프로듀서: 아쉬가르 파라디
- 미술: 아쉬가르 파라디
- 의상: 아쉬가르 파라디